# Vila Vrhunec
Vila Vrhunec (tudi Vrhunčeva vila) je meščanska vila, ki se nahaja na Barjanski 3 (Ljubljana). Zgradba, delo arhitekta Vladimirja Mušiča, je bila zgrajena leta 1933. 
Trenutno se v vili nahaja Odvetniška pisarna Miro Senica in odvetniki. V neposredni bližini se nahajajo: Veleposlaništvo Francije v Sloveniji (neposredni sosed), Šolski center Ljubljana (čez cesto) in Filozofska fakulteta v Ljubljani (čez križišče).

## Zgodovina
Vilo je dal zgraditi Vinko Vrhunec, komercialni direktor Trboveljske premogokopne družbe, in sicer je načrtovanje ter gradnjo zaupal arhitektu Vladimirju Mušiču (ki je izdelal Delavski dom, Vile Bricelj, Mušič, Stanovnik in Kalin). Mušič jo je zasnoval kot veliko in razkošno opremljeno; v kleti so bili gospodinjski in servisni prostori, v visokem pritličju dnevni prostori (jedilnica, salon, delovna soba s knjižnico in dnevna soba) in v prvem nadstropju je bilo pet spalnic, garderoba in dve kopalnici. Prav tako je na vrtu namestil osemmetrski bazen in rimski vodnjak. Pročelje vile je bilo okrašeno s štirimi freskami letnih časov slovenskega slikarja Mateja Sternena. Po izbruhu druge svetovne vojne (in pred aprilsko vojno) je Vrhunec dal na vrtu zgraditi še protiletalsko zaklonišče.
Po italijanski okupaciji Slovenije je bila vila zasežena kot osebna rezidenca divizijskega generala Taddea Orlanda, poveljnika 21. pehotne divizije Granatieri di Sardegna; samo poveljstvo divizije pa se je nahajalo v bližnji Kazini. Vrhunčevi so ostali v vili razen Vinka Vrhunca, ki je bil zaradi protifašističnega delovanja zaprt in obsojen na 30 let zapora. Divizija, ki je v Sloveniji ostala do septembra 1942, je bila odgovorna za varovanje komunikacije Ljubljana-Kočevje. Januarja 1943 se je v vilo vselil korpusni general Gastone Gambara, poveljnik 11. korpusa. Aprila istega leta so Vrhunčeve odstranili iz vile. Po italijanski kapitulaciji septembra 1943 in po nemški zasedbi Ljubljanske pokrajine se je v vilo vselil SS-general Erwin Rösener, poveljnik SS-Oberabschnitt Alpenland; slednji je dal vrtni bazen preurediti še v eno zavetišče in je v vili živel vse do konca vojne. Vrhunčevi so med vojno sodelovali s OF; tako je v hiši arhitekt Marjan Tepina (bodoči župan Ljubljane), mož Lenke (Vinkotove hčerke), ustvaril bunker, v katerem so imeli ilegalni radio, material,... Kljub temu da so v vili med celotno vojno delovali visoki okupatorski častniki, bunker ni bil nikoli odkrit.
Partizani oz. nova povojna oblast so vilo zasegli, pri čemer so jo uporabljali za namestitev visokih gostov v okviru državnega protokola; tako so v njej sodelovali: maršal Sovjetske zveze Fjodor Ivanovič Tolbuhin, generalmajor Nikolaj Lavrentijevič Soldatov, violinist Zlatko Baloković,... Vinkota Vrhunca, ki je bil po vojni kritičen do nove oblasti, je bil ponovno zaprt. Po njegovi izpustitvi so ga hoteli prepričati, da jim proda vilo, a ker je to zavrnil, so jo nacionalizirali. V vili se je nato naselilo Ustavno sodišče Socialistične republike Slovenije in nato po osamosvojitvi Slovenije še Služba za zakonodajo Republike Slovenije. Denacionalizacija vile je trajala sedem let, nato pa jo je Marko Vrhunec leta 2000 prodal Miru Senici. Pred vselitvijo je bila hiša obnovljena (zunanjost) in preoblikovana (notranjost) po načrtih arhitekta Janija Vozlja; prenova je bila dokončana leta 2001.